# Elecciones federales de Australia de 1929
Las elecciones federales de Australia de 1929 se celebraron el 12 de octubre de 1929 para elegir a los miembros de la Cámara de Representantes de Australia. La elección fue convocada por el rechazo del parlamento de la Ley de Industria Marítima presentada por el gobierno de coalición entre el Partido Nacionalista de Australia y el Partido del Campo. El entonces Primer Ministro de Australia, Stanley Bruce, consideró el rechazo a la ley como una moción de censura a su gobierno. Los conflictos obreros habían dominado el gobierno de Bruce, con huelgas en la ciudad de Newcastle y, más ampliamente, en la región del Valle de Hunter. Bruce propuso una ley para que el gobierno federal asumiera las competencias en la industria delegadas a los Estados, lo que provocó una crisis con el Partido del Campo, socio minoritario de la coalición.
Además, el país estaba inmerso en una serie de problemas sociales causados por el crecimiento del desempleo. En marzo de 1929 se convocó una huelga de mineros, uno de los principales sectores económicos de Australia. Stanley Bruce intentó negociar con los primeros ministros de los Estados de Australia, pero rechazaron la colaboración con el gobierno federal. 
En estas elecciones se elegía únicamente la composición de la Cámara de Representantes de Australia, debido a que la legislatura del Senado de Australia, electo en 1926, dura seis años hasta 1932. Esta fue la primera vez que se convocaba elecciones exclusivamente a la Cámara de Representantes.
En estas elecciones, la coalición Nacionalista-Campo, liderada por sus respectivos líderes, Stanley Bruce y Earle Page, sufrió una debacle que permitió al entonces opositor Partido Laborista de Australia obtener una amplia mayoría absoluta en el Parlamento. De esta forma, los laboristas volvieron al poder tras 13 años en la oposición. El líder laborista James Scullin fue nombrado primer ministro del país.